# Vojislav Šešelj
Vojislav Šešelj (în sârbă Војислав Шешељ; n. 11 octombrie 1954, Sarajevo, RSF Iugoslavia) a fost un politician extremist sârb și criminal de război condamnat. El este fondatorul și președintele  Partidului Radical Sârb (SRS) de extremă dreapta. Din 1998 până în 2000 a fost viceprim-ministru al Serbiei.
El s-a predat voluntar Tribunalului Penal Internațional pentru fosta Iugoslavie (TPII) în februarie 2003, dar procesul său nu a început decât în noiembrie 2007. Procesul lui Šešelj a fost marcat de controverse: el a făcut greva foamei timp de aproape o lună până i s-a permis să se auto-reprezinte în fața curții, a insultat în mod regulat judecătorii și procurorii de la începerea procedurii, a dezvăluit identitatea martorilor protejați și a fost penalizat de trei ori pentru nerespectarea instanței. Nu a apelat la martori în apărarea sa.
După ce și-a petrecut 11 ani de detenție în Unitatea de detenție a Organizației Națiunilor Unite din Scheveningen în timpul procesului său, lui Šešelj i s-a permis să se întoarcă temporar în Serbia în noiembrie 2014 pentru a se supune unui tratament împotriva cancerului. A condus Partidul Radical Sârb (SRS) în alegerile din 2016, iar partidul său a câștigat 23 de locuri în parlament.
La 31 martie 2016, a fost achitat într-un verdict de primă instanță, în toate cazurile, de către TPII. Achitarea a fost atacată de procurorii de la MICT, o agenție a Consiliului de Securitate al Organizației Națiunilor Unite, care funcționează ca program de supraveghere și entitate succesorală a TPII. La 11 aprilie 2018, Curtea de Apel a inversat parțial verdictul dat de primă instanță, constatând că Šešelj este vinovat de crime împotriva umanității pentru rolul său în instigarea deportării croaților din Hrtkovci. El a fost găsit nevinovat de restul acuzațiilor, incluzând toate crimele de război și crimele împotriva umanității pe care se presupunea că le-a comis în Croația și în Bosnia. Šešelj a fost condamnat la 10 ani de închisoare, dar din cauza timpului petrecut deja în custodia TPII, el nu a mai fost obligat să se întoarcă la închisoare.

## Decesul lui Milan Babić
Milan Babić a fost găsit mort după ce s-a relatat că s-a sinucis la 5 martie 2006 în unitatea de detenție ONU de la Scheveningen a Tribunalului de la Haga, Olanda, în perioada când acesta aducea probe împotriva lui Milan Martić, succesorul său în calitate de primul președinte al autoproclamatei Republica Sârbă Krajina (RSK). The New York Times a relatat că Babić s-a spânzurat "folosind propria curea de piele." Vojislav Šešelj, coleg de detenție al lui Babić, a susținut că a contribuit la sinuciderea lui Babić "făcându-i viața grea". Šešelj a mai adăugat că procurorii TPII i-au promis inițial lui Babić că nu vor face plângere împotriva sa dacă va fi de acord să depună mărturie împotriva colegilor sârbi.

## Legături externe
- Profile: Vojislav Šešelj, bbc.co.uk
- I Vojislav Šešelj ICTY indictment, icty.org
- ICTY Tribunal Update, Institute for War and Peace Reporting, 4 November 2005, No. 428
- "Lawyer Warns Šešelj Trial May Collapse", ICTY Tribunal Update, Institute for War and Peace Reporting, 20 February 2009, No. 589.
- Vojislav Šešelj official website sr
- "Vojislav Šešelj in his own words"
- "War crime suspects go for win in Serb poll"
- "Vojislav Šešelj: Milošević's hard-line ally"
- Šešelj goes on trial at The Hague over Serbian crimes"
- "Serb Nationalist’s Trial Begins in The Hague"
- "Chetnik leader's war crimes trial"[nefuncțională – arhivă]
- "Serbia's Šešelj incited ethnic cleansing" Arhivat în 11 ianuarie 2009, la Wayback Machine.

## Vezi și
- Maja Gojković - consilier juridic al lui Vojislav Šešelj în fața Tribunalului Penal Internațional pentru fosta Iugoslavie